# Jul i Kanada
Jul i Kanada präglas av influenser från många olika länder, bland annat Storbritannien, Frankrike och Tyskland. Provinsen Nova Scotia är berömd för sina granar, som används som julgranar, och en populär tradition är att skicka den största granen till Boston. Andra populära traditioner är dörrknackningar och julkort.
Julklapparna öppnas vanligtvis på julafton eller juldagen. Enligt kanadensisk jultradition finns Jultomtens verkstad i Kanada.
Många bakar kakor och godis är en del av traditionen. I de fransktalande områdena har många familjer fest på julafton, och långt in på natten efter middnattsmässan.